# Oktogon (Zagreb)
Oktogon je naziv za prolaz u zgradi nekadašnje Prve hrvatske štedionice u Donjem gradu u Zagrebu. Cijela je zgrada izgrađena prema projeku hrvatskog arhitekta Josipa pl. Vancaša, a unutar njega je po uzoru na ondašnje europske gradove, izgrađen i Oktogon, prvi zagrebački natkriveni pješački prolaz sa središnjom staklenom kupolom i vitrajima.

## Opis
Prema prostorno-tipološkoj shemi u knjizi J. E. Geista, Oktogon spada u tip pasaža s dva ulaza.
Kroz zgradu vodi trgovački prolaz s trgovinama, u sredini kojeg je osmerokutna troetažna dvorana natkrivena kupolom od vitraja, po kojoj je i dobio ime. Službena mu je adresa Ilica 5, a povezuje Cvjetni trg (Trg Petra Preradovića) s Ilicom.
Podovi pasaža pokriveni su kvadratnim pločicama u dvije boje, koje su položene u polja orubljena bordurama od kojih jedna nosi motiv meandra.

## Spomenik Plutu
U dvorištu prolaza nalazio se i spomenik psu. Tijekom gradnje palače Prve hrvatske štedionice na gradilište je dolutao izgladnjeli pas kojeg su radnici hranili i s vremenom se udomaćio. Prema priči pas Pluto nastradao je pred sam kraj izgradnje, vjerojatno u sukobu s razbojnicima. Radnicima i arhitektu Vancašu to je teško palo, pa se kao uspomenu na Pluta izradila spomen-ploča. Ona je 2013. premještena u Ulicu Mirka Bogovića.

## Galerija
- Detalj vitraja na kupoli Oktogona, 2009.
- Natpis u središnjoj dvorani iznad ulaza u banku
- Popločani pod u Oktogonu, 2025.
- Izlog sa staromodnim posterom i ukrašenim staklom u stilu secesije
- Ukrasni natpis na staklu izloga
- Jedan od ulaza na stubište unutar zgrade
- Ulaz u Oktogon s Cvjetnog trga, 2025.
- Ploča posvećena Prvoj hrvatskoj štedionici pored južnog ulaza u Oktogon, 2025.
- Detalj pločica na podu Oktogona, 2025.
- Svjetiljke u kutevima Oktogona, 2025.

## Vanjske poveznice
- Prva hrvatska štedionica, Arhitektura Zagreba